# Marco Meoni

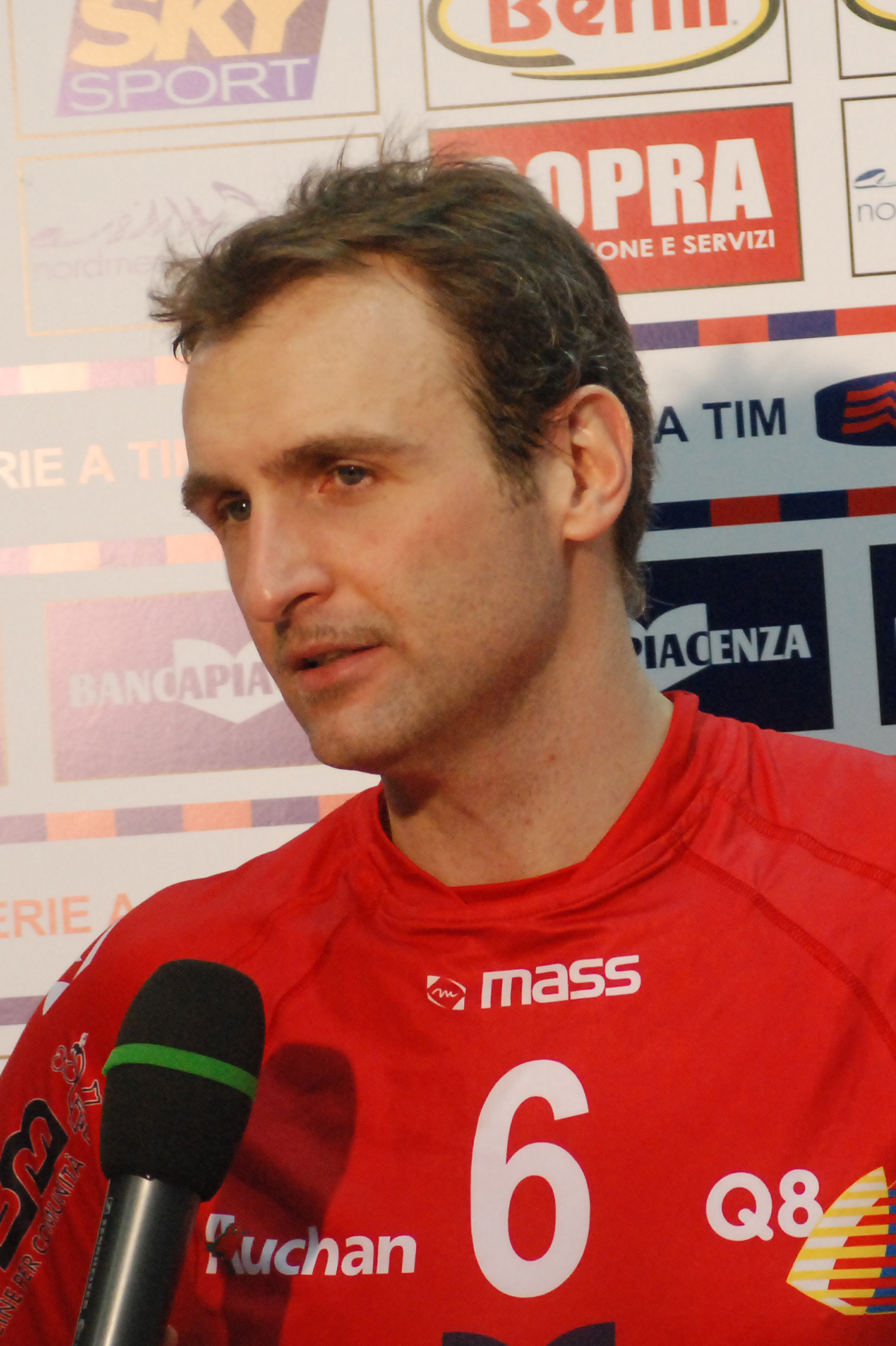
Marco Meoni

Marco Meoni (Pádua, 25 de maio de 1973) é um ex-levantador da seleção italiana masculina de volei.
Participou dos Jogos Olímpicos de Verão de 1996, 2000 e 2008. Obteve com a equipe a medalha de prata em 1996 e bronze em 2000.